# Ferdinand von Wrangel
Le baron Ferdinand von Wrangel(l) (en russe : Фердинанд Петрович Врангель, Ferdinand Petrovitch Wrangel) est un amiral, un explorateur et un ministre russe, né le 9 janvier 1797 (vieux style 29 décembre 1796) à Pskov et mort le 6 juin (vieux style 25 mai) 1870 à Dorpat (aujourd'hui Tartu en Estonie). Il fut membre de l'Académie des sciences de Russie de Saint-Pétersbourg et fondateur de la Société géographique russe. Il effectua trois tours du monde lors de sa carrière.

## Biographie
Ferdinand von Wrangel(l) est né dans une famille germano-balte d’Estonie. Il sortit diplômé, premier de sa promotion, du Collège des cadets de la Marine en 1815.
En poste à Revel (Reval, Tallinn) avec son ami et second de sa promotion Piotr Fiodorovitch Anjou, il se fit porter pâle et « déserta » afin de faire le siège de Vassili Golovnine qui était en train d’organiser une circumnavigation. Accepté comme mitchman, il participa au tour du monde à bord du Kamchatka en 1817-1819, où il se lia d’amitié avec Fiodor Matiouchkine, ami d’Alexandre Pouchkine et tout droit sorti du lycée de Tsarskoïe Selo, et Fiodor Pétrovitch Litke (Friedrich von Lütke). Son journal de la circumnavigation disparut hélas dans l’incendie de la bibliothèque d’Anjou, auquel il avait été confié.
Alors qu’à Anjou revenait de cartographier les îles de la Nouvelle Sibérie, Wrangell commanda l'expédition Kolymskaïa à la recherche des terres du Nord. Il établit qu'au nord de la Kolyma et du cap Chelagski, il y avait une mer ouverte et non la terre fermée, comme on le pensait jusque-là. Avec Fiodor Matiouchkine et Prokofy Kouzmine, Wrangel décrivit la côte sibérienne entre l'Indiguirka et la baie Kolioutchinskaïa, dans la mer des Tchouktches. Son expédition a rapporté des données d'un grand intérêt en glaciologie, géomagnétisme et climatologie, mais aussi des informations sur les ressources naturelles et la population indigène de cette région isolée. Après avoir remarqué des vols d'oiseaux se dirigeant vers le nord, il interrogea la population locale et conclut qu'il devait exister une île à découvrir dans l'océan Arctique. Il entreprit de 1820 à 1823 une expédition en traineaux à chiens pour la trouver, mais sans succès. L'île en question fut nommée ultérieurement l'île Wrangel en son honneur.
Wrangell commanda ensuite le voyage autour du monde du Krotky en 1825-1827 où il eut le malheur de perdre quatre membres de son équipage à Nuku Hiva (Marquises) le 16 (28) avril 1826.
Alors qu’il supervisait la construction de la frégate Elisaveta, il fut nommé directeur général (главный начальник, habituellement traduit par gouverneur) des colonies de l’Amérique russe. Ayant rencontré et épousé la jeune Elisabeth von Rossillon (1810-1854) le 31 mai 1829, le couple prit le chemin de Novo-Arkhangelsk (Sitka) dès le lendemain de leur mariage. Le but ne fut atteint qu’en octobre 1830, après un hivernage à Irkoutsk où naquit leur premier enfant (Marie Nathalie, 1830-1832). Ferdinand von Wrangell introduisit des réformes dans les possessions russes d’Amérique, dont beaucoup favorables aux populations autochtones, Aléoutes, Yupiks et Tlingits. À la suite de la crise anglo-russe du fleuve Stikine, il négocia avec le toïon (chef) tlingit Kektl’tsech l’autorisation de construire le Fort Denis (Дионисийский редут, appelé plus tard Fort Stikine, aujourd’hui Wrangell) pour contrôler l’embouchure du fleuve. À la fin de son service, le couple, accompagné de leur fils Wilhelm, rentra en 1836 à Saint-Pétersbourg par le Mexique et New-York. De fait, Elisabeth von Wrangell fut non seulement la première épouse d’un gouverneur de l’Alaska à résider sur place, mais aussi probablement la première femme à accomplir un tour du monde sans franchir l’équateur.
Pendant l’hiver 1838-1839, Ferdinand von Wrangell négocia avec George Simpson le bail du sud de la Pan-handle cédé à la Compagnie de la Baie d'Hudson, accord qui fut signé le 6 février 1839 à Hambourg. Il fut le président de la Compagnie russe d'Amérique en 1840-1849, un des membres fondateurs de la Société géographique de Russie en 1845 et élu membre de l’Académie des sciences de Russie de Saint-Pétersbourg (dès 1827), membre correspondant de la Royal Geographical Society de Londres (1837) et de l’Académie des sciences impériale de Paris (1856). Il fut enfin ministre de la Marine du 18 mai 1855 au 27 juillet 1857.
Ferdinand von Wrangell prit sa retraite en 1864. Il s'opposa à la vente de l'Alaska aux États-Unis en 1867. Wrangell a écrit Le Nord de la Sibérie, voyage parmi les peuplades de la Russie asiatique et dans la Mer glaciale et d'autres livres sur les peuples du nord-ouest de l'Amérique (voir bibliographie). Il passa ses dernières années dans son manoir de Ruil acheté en 1840. Celui-ci se trouvait dans la paroisse de Sankt-Jakobi dans le Wierland occidental (aujourd'hui Estonie du nord).
Le couple eut neuf enfants, cinq filles et quatre garçons. Leur quatrième fils, Ferdinand Ferdinandovitch (1844-1919) suivra les traces de son père et terminera sa carrière contre-amiral.

## Toponymes
Les lieux suivants doivent leur nom au baron Ferdinand von Wrangel ;
- Île Wrangel, île de l'océan Arctique au nord de la Tchoukotka, qu'il ne découvrit jamais ;
- Île Wrangell, île de l'océan Pacifique dans l'archipel Alexandre, au large des côtes du Sud-ouest de l'Alaska ; ville de Wrangell, sur cette île, ainsi que son aéroport ; la région de recensement de Wrangell-Petersburg ;
- Wrangell Narrows, chenal dans l'archipel Alexandre ;
- Cap Wrangell de l'île Attu à l'extrême ouest des Aléoutiennes, qui est le point le plus occidental de l'Alaska et des États-Unis ;
- Mont Wrangell, volcan de l'Alaska, qui a donné son nom au Wrangell Volcanic Field, aux Wrangell Mountains et au Parc national de Wrangell-St. Elias ;
- Wrangellia, terrane géologique du sud de l'Alaska.

### Circumnavigation à bord duKamtchatka
- (ru) Головнин, Василий Михайлович : Путешествие вокруг света на шлюпе "Камчатка", в 1817, 1818 и 1819 годах, Санкт-Петербург, Типография Морского Министерства, 1864
- (en) Golovnin, V.M. : Around the world on the Kamtchatka, Honolulu, University Press of Hawaii, 1979

### Exploration de la Sibérie du Nord-Est
- (de) Wrangel, Ferdinand von : Physikalische Beobachtungen des Capitain-Lieutenant Baron v. Wrangel während seiner Reisen auf dem Eismeere in den Jahren 1821, 1822 und 1823, Berlin, G. Reimer, 1827
- (de) Engelhardt, G. : Reise des kaiserlich-russischen Flotten-Lieutenants Ferdinand v. Wrangel längst der Nordküste von Sibirien und auf dem Eismeere, in den Jahren 1820 bis 1824, Berlin, Voss’sche Buchhandlung, 1839 (édition non autorisée à partir du journal manuscrit de Ferdinand v. Wrangell)
- (en) Wrangell, Ferdinand von : Narrative of an Expedition to the Polar Sea, in the years 1820, 1821, 1822 & 1823, London, James Madden & co., 1840 (traduction de l’édition d’Engelhardt)
- (ru) Врангель, Фердинанд фон : Путешествие по северным берегам Сибири и по ледовитому морю, Санкт-Петербург, Типограйия А. Бородияа, 1841 (version autorisée)
- (fr) Wrangell, de : Le Nord de la Sibérie, voyage parmi les peuplades de la Russie asiatique et dans la Mer glaciale, Paris, Librairie d’Amyot, 1843 (traduction de l’édition autorisée russe par le Prince E. Galitzine, réédition par Ardant à Limoges vers 1860)
- (de) Engelhardt, L. v. : Ferdinand v. Wrangel und seine Reise längst der Nordküste von Sibirien und auf dem Eismeere, Leipzig, Duncker & Hunblot, 1885 (réédition de la version allemande avec une préface d’A.E. Nordenskjöld)
- (de) Wrangel, Ferdinand von : Eismeer und Toundra, Leipzig, Brockhaus, 1951 (édition populaire de la RDA)
- (en) Wrangel, Amiral F. : On the Best Means of Reaching the Pole in "Journal of the Royal Geographical Society of London", volume 18, 1848
- (ru) Лялина, М.А. : Русские мореплаватели, арктические и кругосветные, Санкт-Петербург, А.Ф. Девриен, 1898
- (de) Wrangell, Wilhelm Baron von : Die Erforschung der Nordküste Sibiriens und Admiral Ferdinand Baron von Wrangell, Lüneburg, Jahrbuch des baltischen Deutschtums, 1960
- (ru) Кудрия, Аркадий : Врангель, Москва, Аст, 2002 (roman)

### Gouverneur en Amérique russe
- (de) Wrangell, Elisabeth Baronin von Wrangell, geborene von Rossillon : Briefe aus Sibirien und den Russischen Niederlassungen in Amerika. 1.-4. Briefe in "Dorpater Jahrbücher für Litteratur, Statistik und Kunst", 1. Band, Riga & Dorpat, Eduard Franzen, 1833
- (de) Wrangell, Elisabeth Baronin von Wrangell, geborene von Rossillon : Briefe aus Sibirien und den Russischen Niederlassungen in Amerika. 5. Brief in "Dorpater Jahrbücher für Litteratur, Statistik und Kunst", 2. Band, Riga & Dorpat, Eduard Franzen, 1834
- (de) Wrangell, Ferdinand Baron von : Briefe aus Sibirien und den Russischen Niederlassungen in Amerika. 6. Brief" in "Dorpater Jahrbücher für Litteratur, Statistik und Kunst, 2. Band, Riga & Dorpat, Eduard Franzen, 1834
- (fr) Gaberel de Rossillon, J. : Hommes d’hier - Esquisses chrétiennes, Paris, Société des Écoles du Dimanche, 1878 (chapitre sur Ferdinand de Wrangell repris de l’article paru dans la Revue Chrétienne, no 9, Septembre 1877)
- (en) O’Grady, Alix : From the Baltic to Russian America 1829-1836, Kingston (Ak), The Limestone Press, 2001
- (de) Wrangell, Ferdinand von: Statistische und ethnographische Nachrichten über die Russischen Besitzungen an der Nordwestküste von Amerika, Sankt-Petersburg, Buchdruckerei der Kaiserlichen Akademie der Wissenschaften, 1839
- (en) Wrangell, Ferdinand von : Russian America: Statistical & Ethnographic Information, Kingston (Ak), The Limestone Press, 1980 (traduction des "Statistische...")
- (en) Wrangell, Ferdinand von : Indians of Upper California, Ye Galleon Press, Fairfield, 1980 (traduction du chapitre correspondant des "Statistische...")
- (en) Gibson, James R.: Russia in California, Report of Governor Wrangel, in "Pacific Northwest Quartely", Volume 60, nr. 4, October 1969
- (ru) Хлебников, Кирил Тимофеевич : Е.П.Е.В.Е., в день рождения, 6 января, in "Сын Отечества", том 2, Санкт-Петербург, Н. Греч, 1838
- (ru) Врангель, Фердинанд : Очерк пути из Ситхи в С.Петербург, Санкт-Петербург, Н. Греч, 1836
- (ru) Шур, Леонид А. : К беренам Нового Света, Москва, Наука, 1970 (journaux des voyages à travers la Sibérie en 1830 et le Mexique en 1836)
- (en) Richardson, W.H. : Mexico through Russian Eyes 1806-1940, Pittsburg, University of Pittsburg Press, 1988